# Hydrolea
Genre
Synonymes
Selon Tropicos (08 mai 2022) :
- Ascleia Raf.
- Beloanthera Hassk.
- Hydrolaea Dumort.
- Hydrolia Thouars
- Nama L.
- Reichela Cothen.
- Reichelia Schreb.
- Sagonea Aubl.
- Steris L.

Selon GBIF (08 mai 2022) :
- Beloanthera Hassk.
- Hydrolia Thouars
- Reichelia Schreb.
- Sagonea Aubl.
- Steris L.

Hydrolea est un genre d'herbacées ou de sous-arbrisseaux appartenant à la famille des Hydroleaceae, comptant 11-64 espèces, et dont l'espèce type est Hydrolea spinosa L..

## Liste d'espèces
Selon World Flora Online (WFO) (08 mai 2022) :
- Hydrolea corymbosa Elliott
- Hydrolea elatior Schott
- Hydrolea floribunda Kotschy & Peyr.
- Hydrolea glabra Schumach. & Thonn.
- Hydrolea macrosepala A.W.Benn.
- Hydrolea ovata Nutt. ex Choisy
- Hydrolea prostrata Exell
- Hydrolea quadrivalvis Walter
- Hydrolea spinosa L.
- Hydrolea uniflora Raf.
- Hydrolea zeylanica (L.) Vahl

Selon GBIF (08 mai 2022) :
- Hydrolea brevistyla Verdc.
- Hydrolea corymbosa J.F.Macbr. ex Elliott
- Hydrolea depauperata Klotzsch
- Hydrolea diffusa Raeusch. ex Choisy
- Hydrolea elatior Schott
- Hydrolea floribunda Kotschy & Peyr.
- Hydrolea latifolia Raf.
- Hydrolea macrosepala A.W.Benn.
- Hydrolea montevidensis Choisy
- Hydrolea ovata Nutt. ex Choisy
- Hydrolea palustris (Aubl.) Raeusch.
- Hydrolea quadrivalvis Walter
  - Hydrolea quadrivalvis var. inermis A.W.Benn., 1871
  - Hydrolea quadrivalvis var. quadrivalvis
- Hydrolea spinosa L.
  - Hydrolea spinosa var. cervantesii (Brand) L.J.Davenp. & Pool
  - Hydrolea spinosa var. maior (Brand) L.J.Davenp.
  - Hydrolea spinosa var. paraguayensis (Chodat) L.J.Davenp.
  - Hydrolea spinosa var. spinosa L.
- Hydrolea uniflora Raf.
- Hydrolea verticillata Raf.
- Hydrolea zeylanica (L.) Vahl
- Hydrolea zeylanica Linnaeus, 1767
- Reichelia angustifolia J.F.Gmel., 1792
- Steris javanica Christm.

Selon Tropicos (08 mai 2022) :
- Hydrolea affinis A. Gray, 1867
- Hydrolea albiflora (Chodat & Hassl.) Brand, 1913
- Hydrolea angustifolia Cerv. ex Brand, 1913
- Hydrolea arayatensis Blanco, 1837
- Hydrolea barteri Peter, 1893
- Hydrolea bartramii Choisy, 1833
- Hydrolea brevistyla Verdc., 1989
- Hydrolea capsularis (L.) Druce, 1914
- Hydrolea caroliniana Michx., 1803
- Hydrolea ceilonica F. Muell., 1895
- Hydrolea cervantesii Brand, 1913
- Hydrolea congesta Willd. ex Roem. & Schult., 1820
- Hydrolea corymbosa J. Macbr. ex Elliott, 1817
- Hydrolea crispa Tafalla ex Ruiz & Pav., 1802
- Hydrolea cryptantha Brand, 1913
- Hydrolea cubana Alain, 1957
- Hydrolea decurrens Moc. ex Choisy, 1846
- Hydrolea dichotoma Ruiz & Pav., 1802
- Hydrolea elatior Schott, 1827
- Hydrolea elegans A.W. Benn., 1871
- Hydrolea exaltata Schott ex Steud., 1840
- Hydrolea extra-axillaris C. Morren, 1846
- Hydrolea floribunda Kotschy & Peyr., 1867
- Hydrolea glabra Schumach. & Thonn., 1827
- Hydrolea glabra Choisy ex DC., 1846
- Hydrolea glabra Choisy, 1833
- Hydrolea graminifolia A.W. Benn., 1871
- Hydrolea guineensis Choisy, 1834
- Hydrolea inermis Lour., 1790
- Hydrolea jamaicensis (L.) Raeusch., 1797
- Hydrolea javanica Blume, 1825 [1826]
- Hydrolea latifolia Raf., 1832
- Hydrolea leptocaulis Featherm., 1871
- Hydrolea ludoviciana Featherm., 1871
- Hydrolea macrosepala A.W. Benn., 1871
- Hydrolea madagascariensis Choisy, 1833
- Hydrolea megapotamica Spreng., 1827
- Hydrolea minima Brand, 1927
- Hydrolea mollis Chodat, 1899
- Hydrolea multiflora Choisy, 1846
- Hydrolea nigricaulis C. Wright ex Griseb., 1866
- Hydrolea opercularia Willd. ex Brand, 1913
- Hydrolea ovata Nutt., 1836
- Hydrolea ovata Nutt. ex Choisy, 1833
- Hydrolea ovatifolia Raf., 1836
- Hydrolea paludosa A.W. Benn., 1871
- Hydrolea palustris (Aubl.) Raeusch., 1797
- Hydrolea paniculata Raf., 1836
- Hydrolea paraguayensis Chodat, 1899
- Hydrolea prostrata Exell, 1929
- Hydrolea quadrivalvis Walter, 1788
- Hydrolea radicans Moc. & Sessé ex Choisy, 1833
- Hydrolea rupicola Moc. & Sessé ex Choisy, 1833
- Hydrolea sansibarica Gilg, 1895
- Hydrolea spinosa L., 1762
- Hydrolea tenella Moc. & Sessé ex Choisy, 1833
- Hydrolea tetraginia Sessé & Moc., 1888
- Hydrolea tetragyna Pav. ex Brand, 1913
- Hydrolea tetragynia Sessé & Moc., 1888
- Hydrolea trigyna Sw., 1788
- Hydrolea uniflora Raf., 1840
- Hydrolea urens Ruiz & Pav., 1802
- Hydrolea violacea Moc. & Sessé ex Choisy, 1833
- Hydrolea zeylanica (L.) Vahl, 1791